# Happy Jack
"Happy Jack" is een nummer van de Britse rockband The Who uit 1966.
Op het nummer deelt Roger Daltrey de leadzang met John Entwistle en Pete Townshend. Het nummer is afkomstig van de Amerikaanse versie van hun tweede album, Happy Jack, dat eerder in Europa onder de naam A Quick One was uitgebracht. Het nummer werd voor het eerst live uitgevoerd door de band in 1967 en werd tot 1970 veelvuldig gespeeld. Het nummer is terug te horen op de heruitgaves van het live-album Live at Leeds. Sinds 1970 voert de band dit nummer niet vaak meer op.
Het was de eerste Top 40 hit voor de groep in de Verenigde Staten. In Canada werd het zelfs een nummer 1-hit. In het Verenigd Koninkrijk haalde de single de derde plek, in de Nederlandse Top 40 plek 6. Volgens de biografie van Townshend is "Happy Jack" het favoriete The Who-nummer van Paul McCartney.

## NPO Radio 2 Top 2000
| Nummer met noteringen in de NPO Radio 2 Top 2000 | '00  | '01  | '02  | '03  | '04  | '05  |
| ------------------------------------------------ | ---- | ---- | ---- | ---- | ---- | ---- |
| Happy Jack                                       | 1099 | 1330 | 1834 | 1841 | 1711 | 1873 |

1. ↑  Een vetgedrukt getal geeft de hoogste notering aan.
2. ↑  2000 was het eerste jaar met een notering voor dit nummer.
3. ↑  Deze tabel is bijgewerkt tot en met de laatste editie (2024).